# Volker Erfle
Volker Fritz Erfle (* 26. Februar 1941; † 13. Mai 2023) war ein deutscher Virologe und Hochschullehrer.

## Leben und Wirken
Im Jahr 1971 wurde Erfle als promovierter Veterinärmediziner der Leiter eines mikrobiologischen Labors bei der Gesellschaft für Strahlenforschung (GSF) in München. Seine Fachtierarztausbildung und Habilitation beendete er 1981 mit Arbeiten über endogene Retroviren. Zwei Jahre später kam das Forschungsgebiet des neuentdeckten HIV-1 hinzu. Dort entdeckte er, dass HI-Viren ein Reservoir auch in Nicht-T-Zellen besitzen.
Volker Erfle war ordentlicher Professor für Virologie an der medizinischen Fakultät der TU München. Am GSF gründete er 1991 das Institut für molekulare Virologie und wurde 1997 Direktor des Lehrstuhls für Virologie der medizinischen Fakultät der TU München.
Erfles Forschungsgebiet umfasste die Funktion und immunologische Effekte des HI-Virus (HIV) und des Modified-Vaccinia-Ankara-Virus (MVA), darunter insbesondere das Nef-Protein des HIV und die Verwendung des MVA als HIV-Impfstoff im Sinne eines viralen Vektors. Insgesamt veröffentlichte er 302 wissenschaftliche Schriften und besitzt einen H-Index von 46 in Biologie und Biochemie und von 47 in Mikrobiologie.